# Fortunato Baldelli
Fortunato Baldelli (* Valfabbrica, 1935 - Roma, 2012) fue un sacerdote, arzobispo y cardenal italiano católico. Diplomático de la Santa Sede fue nuncio apostólico en varios países y sirvió como Penitenciario mayor de la Penitenciaría apostólica desde 2009, cuando fue nombrado por el papa Benedicto XVI.

## Biografía
Fortunato Baldelli nació en Valfabbrica, el 6 de agosto de 1935. Luego de terminar su educación primaria, en 1947 entró en el Seminario de Asís, donde terminó su educación secundaria, a la muerte de sus padres, fue capaz de continuar su formación gracias a la ayuda de sus hermanos y la asistencia de Obispo Plácido Nicolini de Asís. En 1957, el obispo Nicolini le envió al Seminario Mayor Romano, asistió a la Pontificia Universidad Lateranense, en Roma, y obtuvo la licenciatura en teología. Enviado por su obispo, estudió en la prestigiosa Academia eclesiástica pontificia, de 1964 a 1966, donde estudió diplomacia. Llegó a obtener el doctorado en Derecho Canónico. Además de su nativo italiano, habla francés, español y portugués.
Baldelli fue ordenado sacerdote para la diócesis de Asís-Nocera Umbra-Gualdo Tadino, el 18 de marzo de 1961. De 1961 a 1964, fue vicerrector del Seminario Menor de Asís. Entró en el servicio diplomático de la Santa Sede en 1966. Adjunto en la Nunciatura en Cuba, 1966-1967; secretario, 1967-1970. Secretario en la República Árabe Unida (Egipto), 1970-1974. En 1974, regresó a la Secretaría de Estado, y más tarde, fue trasladado al Consejo para los Asuntos Públicos de la Iglesia. En 1979, fue nombrado enviado especial con funciones de observador permanente de la Santa Sede ante el Consejo de Europa en Estrasburgo.
El 12 de febrero de 1983, el papa Juan Pablo II lo nombró Arzobispo titular de Mevania, y enviado como delegado apostólico en Angola. En 1985 fue nombrado Pro-Nuncio Apostólico en Santo Tomé y Príncipe, y en 1991 como Nuncio Apostólico en la República Dominicana. Ejerció como Nuncio Apostólico en el Perú desde el 23 de abril de 1994 hasta que fue nombrado nuncio apostólico en Francia el 19 de junio de 1999, sucediendo al arzobispo Mario Tagliaferri, quien murió inesperadamente el 21 de mayo. Trabajó como Nuncio Apostólico en Francia desde 1999 hasta su nombramiento como Penitenciario mayor de la Penitenciaría apostólica, el 2 de junio de 2009 por el papa Benedicto XVI. Ocupándose de la remisión de los pecados más graves, así como las indulgencias. Además de sus deberes como Penitenciario Mayor, fue nombrado miembro de la Congregación para las Causas de los Santos el 24 de julio de 2010 por un período de cinco años. 
El cardenal Baldelli estuvo presente en la coronación de Alberto II, Príncipe de Mónaco como Nuncio Apostólico (no residente) en Mónaco, y leyó la carta de buenos deseos y bendiciones del papa Benedicto XVI.
El 20 de octubre de 2010, el papa Benedicto XVI anunció que iba a estar entre la lista de los nuevos cardenales que se crearían en el consistorio el 20 de noviembre. Fue creado cardenal diácono de San Anselmo en Aventino.
En diciembre de 2010 el cardenal Baldelli fue nombrado miembro de la Congregación para las Causas de los Santos.  El 29 de enero de 2011 Cardinal Baldelli fue nombrado miembro de la Secretaría de Estado (segunda sección). 
Se retiró de su cargo el 5 de enero de 2012 luego del nombramiento del arzobispo Manuel Monteiro de Castro como su sucesor.
El cardenal Baldelli murió en Roma la noche del jueves 20 de septiembre de 2012. En un telegrama de pésame del Papa y oraciones sobre la muerte del Cardenal Baldelli, enviado a su hermano Piero Baldelli por el papa Benedicto XVI, el cardenal Baldelli fue elogiado por su "... testimonio ejemplar de vida cristiana ..." y su "... diligente y leal servicio a la Santa Sede ..." El telegrama no afirmó ni aludió a la causa del deceso.  La Misa fúnebre por el cardenal Baldelli se celebró el sábado 22 de septiembre de 2012, a las 6:00 p. m., en el altar de la Catedral de la Basílica de San Pedro por el cardenal secretario Emérito de Estado, Angelo Sodano, Decano del Sacro Colegio de Cardenales y el cardenal-obispo de Albano y Ostia, junto con otros cardenales, arzobispos y obispos. Su cuerpo fue trasladado a Casacastalda, dónde hubo una segunda misa fúnebre en el Santuario de la Madonna del Olmo el 23 de septiembre. Fue enterrado en el cementerio de su natal Valfabbrica.